# Adrienne (1809)
Pour les articles homonymes, voir Aurore.
L'Adrienne était une frégate de la classe Pallas (en) de la Marine française. Elle a été renommée en Aurore le 11 avril 1814, en Dauphine le 5 septembre 1829, puis, de nouveau en Aurore le 9 août 1830.

## Annexe